# Нізіни (Буський повіт)
Нізіни (пол. Niziny) — село в Польщі, у гміні Тучемпи Буського повіту Свентокшиського воєводства.
Населення — 696 осіб (2011).
У 1975-1998 роках село належало до Келецького воєводства.

## Демографія
Демографічна структура на день 31 березня 2011 року:
|          | Загалом | Допрацездатний вік | Працездатний вік | Постпрацездатний вік |
| -------- | ------- | ------------------ | ---------------- | -------------------- |
| Чоловіки | 348     | 70                 | 241              | 37                   |
| Жінки    | 348     | 73                 | 187              | 88                   |
| Разом    | 696     | 143                | 428              | 125                  |